# Borislav Paravac
Borislav Paravac, detto Boro (in serbo Борислав Паравац?; Kostajnica, 18 febbraio 1943), è un politico bosniaco e un membro della Presidenza Centrale della Bosnia ed Erzegovina.
Paravac è nato il 18 febbraio 1943 a Kostajnica, nella municipalità di Doboj, nel centro-nord della Bosnia allora in Jugoslavia. Si è laureato in scienze economiche all'Università di Zagabria nel 1966. Dal 1990 al 2000 è stato sindaco della città di Doboj, e anche membro del parlamento nella Republika Srpska People's Assembly.
Alle elezioni del 2002 in Bosnia ed Erzegovina, Paravac fu eletto membro del Parlamento. In seguito alle dimissioni di Mirko Šarović dalle sue funzioni di presidenza  spinte da Lord Paddy Ashdown, Rappresentante ONU per la Bosnia ed Erzegovina, Paravac divenne presidente l'11 aprile 2003.
È sposato con Dragica Paravac e padre di due figli.